# حقوق ذوي الإعاقة في إسرائيل

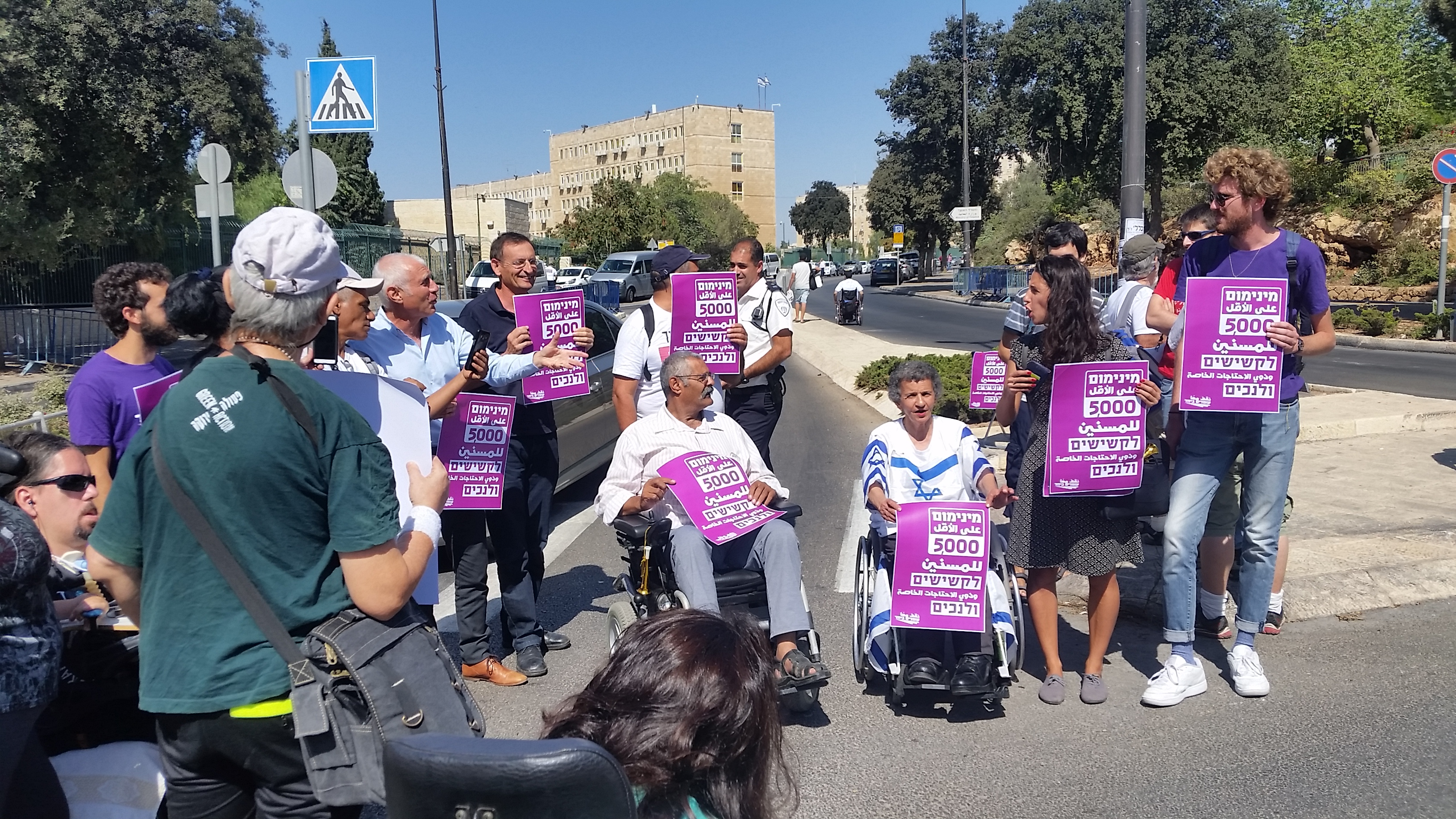
مظاهرة وإغلاق الطريق بالقرب من مبنى الكنيست مع دوف حنين، القدس، سبتمبر 2017.

تعتمد حقوق الأشخاص ذوي الإعاقة في إسرائيل، من بين الحقوق الأخرى، معاشات الإعاقة، وأنظمة إمكانية الوصول، والعلاج، والتعليم الخاص، وورشة العمل المحمية، والمعيشة المدعومة.
منذ بداية القرن الحادي والعشرين، تمكن الأشخاص ذوو الإعاقة في إسرائيل، التي يبلغ عدد سكانها 250 ألف نسمة، من معادلة معاش الإعاقة من مؤسسة التأمين الوطني الإسرائيلية بمستوى الحد الأدنى للأجور في إسرائيل. اعتبارًا من عام 2017، تم إجراء النضال من خلال المظاهرات، وإغلاق الطرق الرئيسية والطرق السريعة والصناعات، والنشاط في خدمات الشبكات الاجتماعية، والالتماسات إلى محكمة العدل العليا، والمفاوضات مع مجلس وزراء إسرائيل ومشاريع القوانين في الكنيست.
في عام 2017، بلغ معاش العجز الكامل 2342 شيكلًا إسرائيليًا. كان الحد الأدنى للأجور في هذا العام 5000 شيكل، وفي ديسمبر 2017 ارتفع إلى 5300 شيكل شهريًا.

## الخلفية
كان معاش العجز العام مرتبطًا بمتوسط الراتب الوطني في إسرائيل، كما تم تحديده في قانون التأمين الوطني [النسخة المجمعة] لعام 1995، ولكن في تعديل من عام 2003، تم تحديده في المادة 110 من القانون، أن المعاش سيتم ربطه بمؤشر أسعار المستهلك.
في يناير/كانون الثاني 2000، بلغ الحد الأدنى للأجور 2،797.75 شيكلًا إسرائيليًا، وبلغ معاش الإعاقة في إسرائيل 2،239 شيكلًا إسرائيليًا، أي ما يعادل 80% من الحد الأدنى للأجور. ومع ذلك، حتى في عام 2000، طالب ذوو الإعاقة بمساواة معاشاتهم التقاعدية بالحد الأدنى للأجور.
معظم الإسرائيليين ذوي الإعاقة المستحقين لمعاش عجز كامل والذين يعتمدون عليه بشكل دائم بسبب عجزهم عن العمل، لا يتلقون أي بدل آخر. أما من يحصلون على بدل خاص إضافي، فيتلقونه لاحتياجات خاصة كالتمريض أو التنقل، ولا يغطي التكاليف المخصصة له. كما أن البدلات المخصصة لا تغطي احتياجات المعيشة الأساسية.
كان معاش الإعاقة في إسرائيل أحد أدنى المعاشات في بلدان منظمة التعاون الاقتصادي والتنمية : في عام 2007، احتلت إسرائيل المرتبة 26 من بين 31 دولة. كما وجد فحص أجرته منظمة التعاون الاقتصادي والتنمية في عام 2007 أن إعانات الإعاقة للفرد في إسرائيل أقل بنحو 80 في المائة من متوسط الإعانات للفرد في بلدان منظمة التعاون الاقتصادي والتنمية. في عام 2004، رفعت إسرائيل عتبة الإعاقة الطبية ‏ الوحيدة من 40 في المائة إلى 60 في المائة، باعتبارها الأهلية للحصول على معاش الإعاقة. في 10 يونيو 2018، أعلن معهد التأمين الوطني عن بحث موسع وجد أن المخصصات في إسرائيل كانت من بين الأدنى في العالم الغربي، وكتب: «يتميز نظام الضمان الاجتماعي في إسرائيل بمستوى منخفض للغاية من الكرم».

### المبادرات التشريعية
في 7 كانون الأول/ديسمبر 2016، وافقت الكنيست في قراءة تمهيدية، بأغلبية 42 صوتًا مقابل 39 صوتًا، على مشروع قانون قدمه عضو الكنيست ‏ إيلان جيلون لمعادلة معاش العجز الأساسي مع الحد الأدنى للأجور. قبل بضعة أشهر، قدمت عضو الكنيست نافا بوكر أيضًا في 28 فبراير 2016 مشروع قانون لربط معاش الإعاقة بالحد الأدنى للأجور. كان الفرق بين مشروع قانونها ومشروع قانون جيلون هو أنه بموجب مشروع قانون بوكر، سيتم تخفيض المدفوعات للأشخاص ذوي الإعاقة من التأمينات الخاصة من بدل الإعاقة. تم نقل مشروع قانون بوكر، الذي حصل على 82 توقيعًا من أعضاء الكنيست، إلى اللجنة الوزارية للتشريع، ولكن تم تأجيله عدة مرات.

### لجنة زليخة
في أعقاب المناقشة التي جرت في اللجنة الوزارية للتشريع، عيّن وزير المالية موشيه كحلون في منتصف فبراير/شباط 2017، البروفيسور يارون زليخة ‏، بالتعاون مع جمعية «نيتشيه، لو هتسيه بن آدم» (المعاق ليس نصف انسان) برئاسة أليكس فريدمان ‏، رئيساً للجنة خاصة لفحص زيادة مخصصات الإعاقة. في مايو 2017، أوصت زليخة بزيادة معاش الإعاقة إلى 4000 شيكل شهريًا على ثلاث مراحل، وربط المعاش بمؤشر أسعار المستهلك زائد واحد في المائة، ورفع الحد الأدنى للأجور (المبلغ المسموح بكسبه) إلى مستوى الحد الأدنى للأجور، ومساواة أجر عامل التمريض بالحد الأدنى للأجور، والمعاش في حالة الإعاقة في العمل وليس فقط الإعاقة الجسدية، وزيادة معاش كبار السن المعاقين، وتوسيع نطاق بدل التنقل.

### لجنة شمعون
في مايو 2017، عيّن رئيس الوزراء الإسرائيلي بنيامين نتنياهو البروفيسور آفي سمحون، رئيس المجلس الاقتصادي الوطني في مكتب رئيس الوزراء، رئيسًا للجنة أخرى تضم ممثلين من وزارة المالية، ووزارة الشؤون الاجتماعية والخدمات الاجتماعية، ووزارة الصحة، ومعهد التأمين الوطني. وقد قدمت اللجنة توصياتها بعد حوالي شهر. ويبلغ بدل الإعاقة بموجب هذا المخطط 3200 شيكل، ويُمنح للأشخاص ذوي الإعاقة بمعدل 75% أو أكثر ممن تم تعريفهم على أنهم فقراء، في حين يتم تخفيض إهمال الراتب من 5300 شيكل (الحد الأدنى للأجور) إلى 4200 شيكل.
في 22 يونيو 2017، عقد عضو الكنيست ديفيد بيتان، رئيس الائتلاف، مؤتمرا صحفيا وقال إنه رفض توصية لجنة سمحون بمبلغ 3200 شيكل، واتفق مع المعارضة على قبول مبلغ 4000 شيكل الذي أوصت به لجنة زليخة.
مع إنشاء لجنة سمحون، رد الأشخاص ذوو الإعاقة بإغلاق الطرق الرئيسية في إسرائيل بشكل متكرر مثل مدخل مطار بن جوريون الدولي من الطريق السريع رقم 1،[بحاجة لمصدر غير أولي] طريق أيالون، الطريق السريع 4، مفترق رعنانا، الطريق الساحلي ‏ ومدخل القدس، بالقرب من جسر الأوتار.
وزعم المتظاهرون أنهم يتظاهرون منذ عقود أمام الكنيست ووزارة المالية والطرق، إلا أن الحكومة والجمهور تجاهلوا مطالبهم. ولذلك كان عليهم أن يلجأوا إلى حواجز الطرق. في البداية، لم تتخذ شرطة إسرائيل إجراءات إنفاذ استباقية ضد حواجز الطرق، ولكن مع تزايد الاضطرابات المرورية، بدأت الشرطة باتخاذ إجراءات أكثر صرامة، وشملت بعض العوائق اشتباكات بين الشرطة والأشخاص ذوي الإعاقة. ونتيجة لذلك تم اعتقال العديد من الأشخاص ذوي الإعاقة.[بحاجة لمصدر غير أولي] في سبتمبر/أيلول 2017، أصدرت الشرطة بيانًا قالت فيه إنها لن تسمح بعد الآن بإقامة الحواجز على الطرق في المظاهرات، وأنها ستبدأ في تغريم المتظاهرين الذين يقطعون الطرق. وأضافت الشرطة أنها «ستستمر في السماح بحرية التعبير والاحتجاج بموجب القانون، لكنها لن تسمح بانتهاك النظام العام وانتهاك كبير كهذا للنسيج الطبيعي لحياة المواطنين الإسرائيليين».
قبل أسبوع من تقديم استنتاجات لجنة سيمون، استأنف ممثلو الأشخاص ذوي الإعاقة إلى المحكمة العليا في أعقاب تأجيل زيادة المخصصات. وفي ردها على الالتماس، ادعت الدولة أن الملتمسين لم يثبتوا أن مخصص الإعاقة البالغ 2342 شيكلًا إسرائيليًا شهريًا لن يسمح بالحق في العيش بكرامة. في 18 يونيو/حزيران 2018، ألغت رئيسة المحكمة العليا، القاضية إستر حيوت، الالتماس المقدم إلى المحكمة العليا. حكمت بأن معاش الإعاقة قد تم رفعه بالفعل بموجب التشريع في فبراير 2018، ويجب تصحيح الالتماس بسبب هذه الزيادة.
في 4 سبتمبر 2017، تظاهر الأشخاص ذوو الإعاقة خارج مكاتب الهستدروت في تل أبيب. في 5 سبتمبر 2017، التقى رئيس الهستدروت آفي نيسنكورن ‏ مع منظمات الأشخاص ذوي الإعاقة، وأخبرهم أن الهستدروت ستكون شريكًا كاملاً في نضالهم.
في 18 سبتمبر/أيلول 2017، انعقدت جلسة خاصة للكنيست، بسبب التأخير في التشريع، مما أدى إلى تقديم عشرات التوقيعات من أعضاء الكنيست إلى يولي إدلشتاين، رئيس الكنيست. كان موضوع الجلسة هو سوء معاملة الحكومة للأشخاص ذوي الإعاقة. وهاجم بعض أعضاء الكنيست، مثل وزير المالية السابق يائير لابيد، الحكومة.[بحاجة لمصدر غير أولي] وانتهت الجلسة بتصويت 49 صوتًا، دون أي معارضة، لإحالة الموضوع إلى إحدى لجان الكنيست.

### المفاوضات في الهستدروت
وفي نهاية سبتمبر/أيلول 2017، طلبت نعومي مورافيا، رئيسة «منظمة حقوق الإنسان الإسرائيلية للأشخاص ذوي الإعاقة»، التي يقع مقرها في مبنى الهستدروت في تل أبيب، مساعدة نيسنكورن في معارضة الحكومة. وبناء على طلبها، عقد نيسنكورن في ليلة 29 سبتمبر/أيلول 2017، اجتماعا ليليا في الهستدروت لممثلي الأشخاص ذوي الإعاقة معه، ومع عضو الكنيست إيلان جيلون، وعضو الكنيست ديفيد بيتان، ومع آفي سمحون. بعد 12 ساعة من المفاوضات حتى ساعات الصباح، والتي انسحب خلالها يهودا دورون، ممثل جمعية المعاقين من شلل الأطفال، من المناقشة، وبقي الدكتور عميحاي تامير من منظمة المعاقين في المناقشة، لكنه عارض المخطط، تم الاتفاق على استكمال معاش الإعاقة على أربع مراحل حتى عام 2021، بحيث يكون المخصص النهائي من 3800 إلى 4000 شيكل للأشخاص المعاقين و4050 شيكل لـ 30 ألف فرد بنسبة إعاقة تزيد عن 80%. وسيتم رفع قيمة الغرامة على مرحلتين إلى 4000 شيكل في يناير/كانون الثاني 2018، و4300 شيكل في يناير/كانون الثاني 2019. بلغت التكلفة الميزانية للمخطط 4.2 مليار شيكل إسرائيلي، وتم الاتفاق على أن إضافة مبلغ 340 إلى 540 شيكل إسرائيلي للأشخاص ذوي الإعاقة، سيبدأ في يناير 2018. في الأول من أكتوبر/تشرين الأول 2017، ادعى سمحون أن الحكومة لا تستطيع الالتزام إلا بإضافة 1.3 مليار شيكل إسرائيلي لعام 2018، ولن تلتزم بالسنوات القادمة. وأوضح سيمون أن برنامج الكمبيوتر (وكيل برمجي) الذي أطلق عليه اسم نومريتر (بالإنجليزية: Numerator)، كان يحد من التزام الحكومة دون وجود بند مناسب في الميزانية، وبالتالي عدم القدرة على الالتزام بـ 4.2 مليار شيكل.

## استجابات منظمات ذوي الإعاقة
تسببت تصريحات سمحون حول عدم القدرة على الالتزام بمبلغ 4.2 مليار شيكل، إلى جانب الإضافة المتوقعة في يناير 2018 بمبلغ 340 شيكل للأشخاص ذوي الإعاقة والمراحل الأربع حتى عام 2021، في دفع معظم الأشخاص ذوي الإعاقة إلى رفض المخطط الذي تم التوصل إليه بين منظمتي «منظمة حقوق الإنسان الإسرائيلية للأشخاص ذوي الإعاقة» و«نيشي لو هتزي بن آدم» والحكومة، بمساعدة نيسنكورن.
وأعلنت منظمات «الفهود المعاقين» بقيادة إيال كوهين، و«فريق أ للمعاقين» بقيادة عوفر سوفير، ومنظمة المعاقين بقيادة تمير، ومنظمة شلل الأطفال بقيادة دورون، أنها ستواصل إغلاق الطرق حتى يصبح معاش الإعاقة مساويًا للحد الأدنى للأجور ويتم دفعه على مرحلة واحدة.
كما نشر أورين هيلمان، نائب رئيس شركة الكهرباء الإسرائيلية، وأب لابنة من ذوي الإعاقة، ومستشار سابق لنتنياهو لمدة عام عندما كان نتنياهو وزيراً للمالية، مقالاً في صحيفة غلوبس بعد الإعلان عن مخطط الهستدروت، وطالب بزيادة مبلغ التجاهل إلى 15 ألف شيكل.

### تكثيف الاحتجاجات

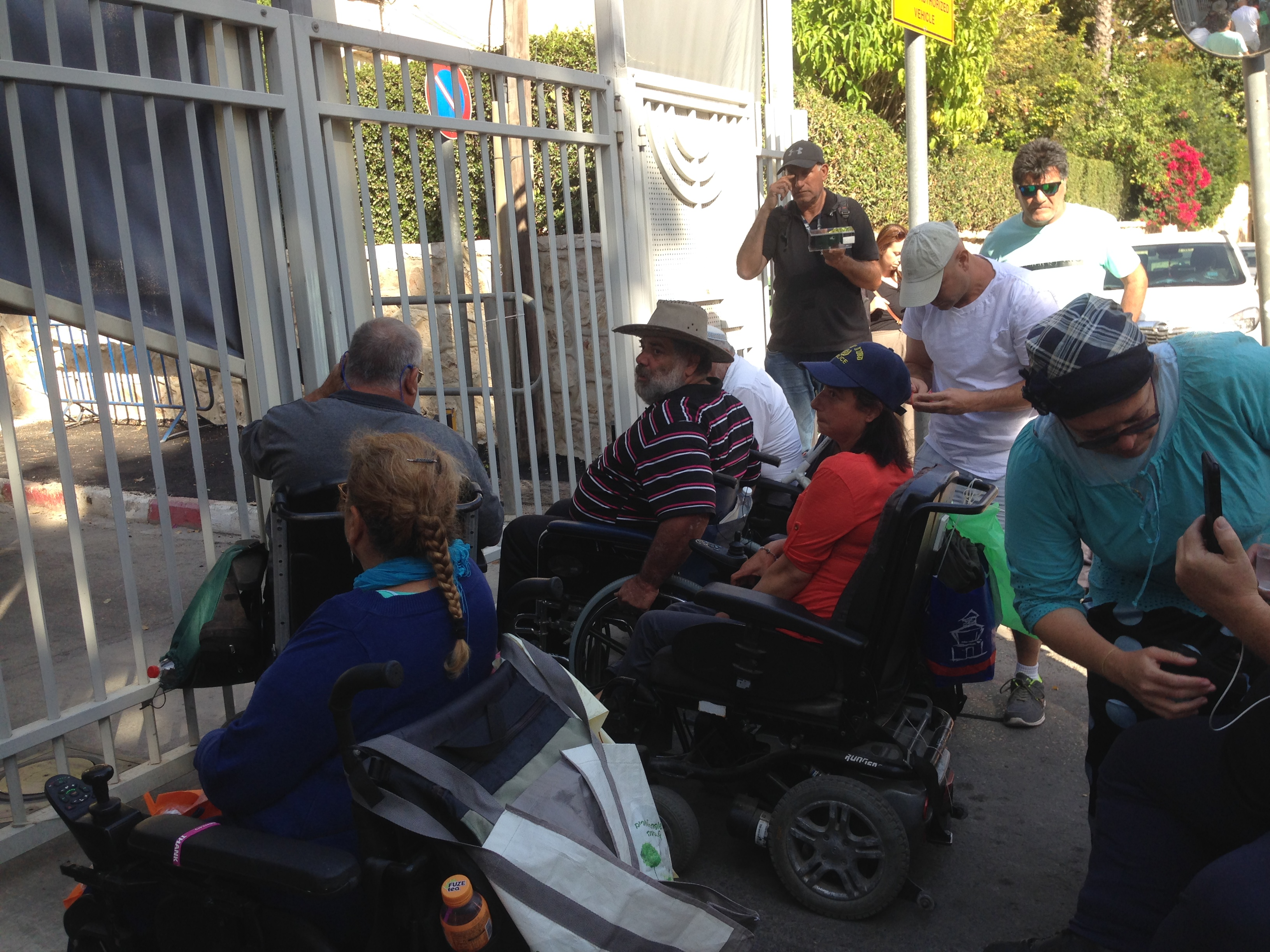
مظاهرة ذوي الاحتياجات الخاصة أمام منزل رئيس الوزراء في 17 أكتوبر 2017، مع إيال كوهين، وحنا عكيفا (باللون الأحمر)، وإيريس هايا زيجدون (باللون الأزرق) ورعنان كيركليس، الذي توفي في 23 مايو 2018، يرتدي قميصًا رمادي اللون وظهره للكاميرا. شارع بلفور، القدس.

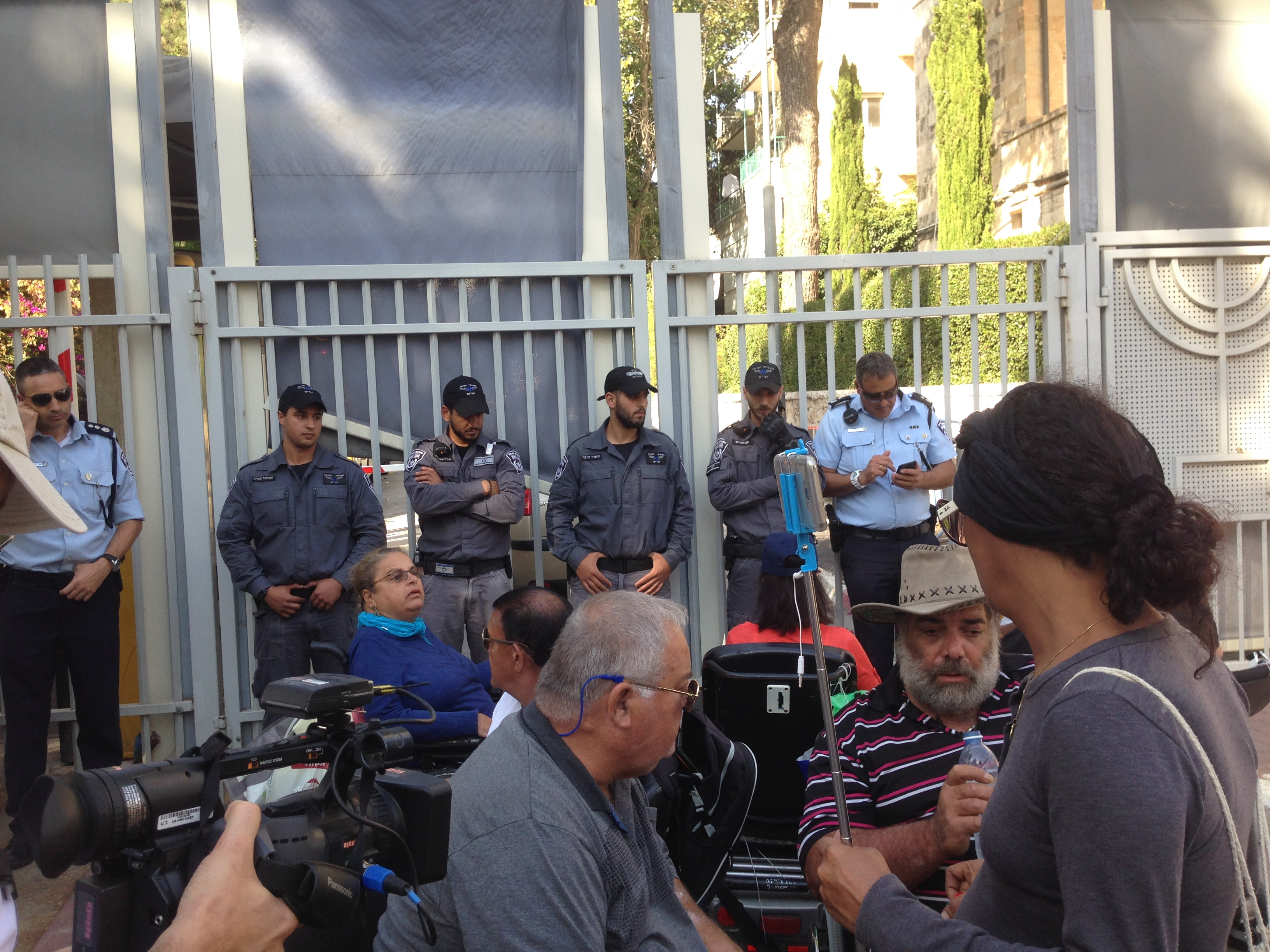
فريق الشرطة ياسام أمام الأشخاص ذوي الإعاقة في مقر إقامة رئيس الوزراء. في مواجهة الكاميرا – إيال كوهين، زعيم «الفهود المعاقين»، بقي كيركليس، وخلفه – يهودا دورون (باللون الأبيض) وزجدون. شاشاف محفوظ، وهي ناشطة في منظمة «الفهود المعاقين»، كانت تحمل عصا قابلة للتمديد، وتسجل المظاهرة بواسطة كاميرا هاتفها الذكي. شارع بلفور، القدس، 17 أكتوبر 2017.

في 3 أكتوبر/تشرين الأول 2017، قام أعضاء منظمتي «الفهود المعاقين» و«الفريق أ» بإغلاق مدخلين لميناء أشدود من الساعة السادسة صباحًا لمدة خمس ساعات، مما تسبب في أضرار مالية فادحة. وافق المتظاهرون على إخلاء مداخل الميناء بعد أن وافقت الشرطة على إلغاء مخالفات المرور التي سجلتها على سياراتهم. في 9 أكتوبر 2017، خلال عطلة عيد العرش، استضاف الرئيس رؤوفين ريفلين ممثلي الأشخاص ذوي الإعاقة في خيمة الرئيس (المسكن)، والتي تم فتحها للجمهور العام. وطلب الرئيس من الأشخاص ذوي الإعاقة إجراء حوار كريم مع كافة الهيئات المهنية. وبعد ذلك خرج الأشخاص ذوو الإعاقة للتظاهر أمام منزل وزير الداخلية أرييه درعي تحت المطر. ومن درعي توجهوا إلى منزل رئيس الوزراء في شارع بلفور، وأغلقوا شارع غزة. ومن هناك انتقلوا إلى ساحة فرنسا، وحظر حركة المرور. في يوم 15 أكتوبر، وللمرة الأولى بالتعاون مع ممثلي قدامى المحاربين المعاقين في جيش الدفاع الإسرائيلي، قام أشخاص معاقون بتعطيل حركة المرور الجنوبية على الطريق الساحلي بالقرب من نتانيا من خلال القيادة ببطء على الطريق، بموافقة الشرطة وبالتنسيق معها.
في يوم 17 أكتوبر 2017، تجمع أشخاص من ذوي الإعاقة في محطة وقود بالقرب من مفترق اللطرون ‏، ومن هناك سافروا ببطء على الطريق السريع رقم 1 إلى القدس، مما تسبب في ازدحام مروري خانق. وصلوا إلى منزل رئيس الوزراء وأغلقوا البوابة الجنوبية للمدخل في شارع بلفور. وصلت نيكول رايدمان وأثارت عاصفة إعلامية عندما أعطت 2000 شيكل إسرائيلي لهانا عكيفا ‏ من «الفهود المعاقين». ثم أوضح المتحدث باسم فريق «الفهود» أن الأموال تم تحويلها لتغطية نفقاتهم، ولم يتم استخدامها بشكل شخصي. وبعد إغلاق منزل رئيس الوزراء، قاموا بإغلاق شارع كيرين هيسود في القدس، وإغلاق ساحة باريس، ومن هناك اتجهوا إلى جسر الشغور وأغلقوا مدخل القدس حتى المساء، تحت رقابة الشرطة.
مع عودة الكنيست إلى دورته الشتوية في 23 أكتوبر/تشرين الأول 2017، أقام أشخاص من ذوي الإعاقة من 15 منظمة خيمة قبالة الكنيست، واشتبكوا مع حراسه الأمنيين في محاولة لاقتحام أراضي الكنيست. أغلقت الشرطة شارع كابلان أمام حركة المرور. عندما غادرت نعومي مورافيا الكنيست، انفجر الأشخاص ذوو الإعاقة بالصراخ عليها، ورافقها حراس الأمن إلى الخارج. كما قام ذوو الإعاقة بإغلاق مداخل وزارة المالية.
في 5 نوفمبر 2017، قام أعضاء «الفهود المعاقين» بإغلاق مداخل ومخارج مصافي النفط في حيفا لمدة أربع ساعات ونصف. خرج أفراد أمن المصافي إلى المتظاهرين بالمشروبات.
في 19 نوفمبر/تشرين الثاني 2017، قام ذوو الإعاقة بإغلاق مداخل ومخارج مكتب رئيس الوزراء في القدس، أثناء انعقاد الاجتماع الأسبوعي للحكومة هناك، ثم قاموا بإغلاق حركة القطار الخفيف في القدس.
في 22 نوفمبر 2017، عند الساعة السابعة صباحًا، قامت «الفهود المعاقين» بإغلاق مخارج منزل بيتان في ريشون لتسيون، بطريقة مماثلة للأربع ضربات المصممة للأشخاص المعوقين. حاول بعض سكان الشارع مواجهتهم، ومنعتهم قوات الشرطة المتواجدة في المنطقة.[بحاجة لمصدر غير أولي][بحاجة لمصدر غير أولي][بحاجة لمصدر غير أولي] ومن هناك، ذهبوا إلى مطار بن جوريون وأغلقوا السكة الحديدية.[بحاجة لمصدر غير أولي] في 29 نوفمبر 2017، عادوا إلى منزل بيتان في الساعة 5:40 صباحًا، عندما كان لا يزال الظلام قد حل، والتقيوا ببيتان في طريقه إلى سيارته، لأن سائق بيتان لم يتمكن من الوصول إليه، بسبب الحجب الذي قام به الفهود السود. رافقت الشرطة بيتان، وأخبره الفهود السود أنهم سيواصلون منعه وجيرانه حتى يدرك أن الحد الأدنى للأجور سيكون هو المعاش التقاعدي لجميع الأشخاص ذوي الإعاقة. وتبعه أمنون بن عطاف، وأدانه، وأخبره أنه يكره الأشخاص ذوي الإعاقة، وسأله كيف تستطيع زوجته وابنته العيش بمبلغ 2400 شيكل إذا أصبحتا معاقتين. فأجابه بيتان: «لا تصرخ في أذني». وردًا على ذلك، أرسلت مورافيا باقة من الورود إلى بيتان، وكتبت: «نحن لسنا هم»، ووقعت نيابة عن أعضاء منظمتها.[بحاجة لمصدر غير أولي]

## التشريعات التي بادرت بها الحكومة
في 25 نوفمبر/تشرين الثاني 2017، أعلن وزير الرفاه الإسرائيلي حاييم كاتس عن مشروع قانون نيابة عنه سيتم وضعه على طاولة الحكومة. ردت «المنظمة الإسرائيلية لحقوق الإنسان للأشخاص ذوي الإعاقة» على مشروع قانون كاتس، ورفضت عدم ربطه بالأجر المتوسط في إسرائيل، وخفض المبلغ الإجمالي من 4.2 إلى 10.5 مليون دولار. مليار شيكل إلى أقل من 2 مليار شيكل، وعدم وجود زيادة أخرى في معاش العجز في عام 2019، وعدم وجود زيادة أخرى في معاش العجز. في 26 نوفمبر 2017، نُشرت مذكرة قانونية،[64] والتي كانت بمثابة البداية الرسمية لمبادرة تشريعية أطلقتها الحكومة لإجراء العديد من التغييرات في معاش الإعاقة بعد الاتفاق بين منظمات الإعاقة والحكومة. وفي اليوم نفسه، تظاهر الأشخاص ذوو الإعاقة ضد مشروع قانون كاتس، وأغلقوا القطار الخفيف في القدس لمدة ساعة.[بحاجة لمصدر غير أولي]
في 5 كانون الأول/ديسمبر 2017، وفي اجتماع لجنة العمل والرفاهية والصحة في الكنيست، التي ترأسها عضو الكنيست إيلي علالوف بشأن مشروع القانون الذي قدمه عضو الكنيست جيلون، اندلع شجار بين أريك هراري، الذي عارض مخطط الهستدروت، وعوفر بوخنيك من «منظمة حقوق الإنسان الإسرائيلية للأشخاص ذوي الإعاقة». وبحسب هراري، فقد استجاب للمسة غابي حداي من «منظمة حقوق الإنسان الإسرائيلية» في سيمحا بينيتا، رئيسة منظمة «مازور». في يوم 11 ديسمبر 2017 تم عقد اجتماع آخر في لجنة العمل والرعاية والصحة. وفي هذا الاجتماع، قال عضو الكنيست موتي يوغيف من البيت اليهودي، إنه من الضروري للغاية ألا يتأثر معاش الإعاقة بسبب خروج الأشخاص ذوي الإعاقة إلى العمل، إلى جانب الالتزام بتقصير المراحل. قال عضو الكنيست عبد الحكيم حاج يحيى من القائمة المشتركة، إن معاشات الإعاقة هي التزام من الدولة تجاه مواطنيها، وأن ميزانية 4.2 مليار شيكل ستخصص لدعم هذه المعاشات. مليار شيكل ليس شيئًا مقدسًا. وقال إن أعضاء الكنيست يجب أن يتحققوا من الخزانة فيما إذا كان هناك فائض في الإيرادات. يا حاج يحيى لو كان هناك مال لقللت عدد المراحل. وقال إيال كوهين من «الفهود المعاقين» إنه كان يدفع للتأمين الوطني كل شهر دون أي مراحل، وأخبره طبيبه قبل عام أنه سيعيش أربع سنوات فقط.
في 20 كانون الأول/ديسمبر 2017، وافقت الكنيست بالإجماع في تصويت تمهيدي على مشروع القانون الذي قدمه عضو الكنيست ميكي روزنثال بدعم من وزير الرفاه كاتس، والذي من شأنه أن يزيد المخصصات إلى 4300 شيكل في عملية تدريجية. قال كاتز أن الحد الأدنى للأجور للأشخاص ذوي الإعاقة ربما لن يحدث. في 21 ديسمبر 2017، وصلت «الفهود المعاقين» إلى منزل شاي باباد، المدير العام لوزارة المالية، بعد أن قال كاتس، ثم نفى، أن باباد أكد أنه لم يهتم بالمعوقين على الإطلاق.[بحاجة لمصدر غير أولي] من باباد، انتقل الفهود إلى نتنياهو في قيسارية، وتحصنوا أمام المنزل وألصقوا ملصقات «الفهود المعاقين» على باب منزله، وعلى الباب الأمامي لموقف السيارات وعلى إضاءة الشارع.[بحاجة لمصدر غير أولي]
في 29 ديسمبر 2017، أعلنت بوكر أنها ستقدم مشروع قانونها إلى اللجنة الوزارية للتشريع للمرة السادسة يوم الأحد 31 ديسمبر 2017. ووفقًا لبوكر، وافقت اللجنة الوزارية على مشروع القانون وألحقته بمشروع قانون الحكومة.[بحاجة لمصدر غير أولي] في 1 يناير 2018، عقدت جيلون اجتماعًا مع أعضاء الكنيست من الائتلاف والمعارضة لمناقشة غياب التشريع من قبل الحكومة، على الرغم من انقضاء الموعد النهائي التشريعي.
في 3 يناير 2018، أعلن نتنياهو وكاتز في مؤتمر صحفي أن الأشخاص ذوي الإعاقة سيحصلون على 161 شيكلًا إضافيًا في يوليو 2018، بالإضافة إلى 340 شيكلًا مخططًا لها. رد المعاقون بإغلاق الطريق السريع رقم 4 وإحراق الإطارات، وإغلاق تقاطع الجولف في قيسارية وإغلاق محطة الطاقة في الخضيرة. وفي اليوم نفسه، تم تمرير مشروع قانون بوكر في القراءة التمهيدية في الكنيست بأغلبية 86 صوتًا دون معارضة.[بحاجة لمصدر غير أولي] في مقابلة مع صحيفة إسرائيل اليوم، اعترف كاتس بأن الإضافات إلى معاشات المعاقين لم تكن كافية، وبعد أسبوع، ألقى باللوم على الخزانة في اللعب، وقال إن نتنياهو لا يهتم بالأشخاص ذوي الإعاقة. وأعلن فريدمان أن الحكومة تنتهك الاتفاق وأطلق حملة «لن نوافق على نصف اتفاق».
وفي 12 سبتمبر/أيلول 2018، قال كاتس في اجتماع الحكومة إن الاتفاق بشأن تحويل فائض التأمين الوطني إلى الخزانة قد تم إلغاؤه. وفقًا للمادة 7 من الاتفاقية، يجوز لكل طرف إخطار الطرف الآخر كتابيًا، في موعد لا يتجاوز ثلاثة أشهر قبل نهاية سنة مالية معينة، بأنه اعتبارًا من السنة المالية التالية، لم يعد مهتمًا بالاستثمارات بموجب هذه الاتفاقية. وقالت وزارة العمل والشؤون الاجتماعية لوسائل الإعلام إن الوضع الذي كانت فيه الأموال التي كان من المفترض أن تضمن مستقبل المخصصات ومؤسسة التأمين الوطني تخدم ميزانية الدولة الحالية – لا يمكن أن يستمر. وفي رد فعل، قال عضو الكنيست إيتسيك شمولي إن وزارة المالية سرقت على مر السنين أكثر من 220 مليون شيكل. مليار شيكل من أموال مؤسسة التأمين الوطني. وبدلاً من الاحتفاظ بالأموال لضمان الوفاء بالالتزامات، تم حرقها لتلبية الاحتياجات السياسية للحكومات. لقد أدى هذا السلوك المتهور والخطير إلى وضع كارثي حيث لن يتمكن المعهد من توفير لكبار السن والمعاقين وغيرهم من الأشخاص المؤهلين في المستقبل ما يستحقونه بموجب القانون.[بحاجة لمصدر غير أولي]
في 24 أكتوبر 2018، جرى تصويت متكرر في الكنيست على اقتراح القانون الذي تقدم به عضو الكنيست جيلون لمعادلة مخصصات الإعاقة مع الحد الأدنى للأجور. هذه المرة فشل الاقتراح بـ 39 معارضًا مقابل 37 مؤيدًا. لعن عضو الكنيست عوديد فورير أعضاء الكنيست من حزب الليكود الذين انسحبوا من التصويت، وتركه يقوم بعمله. أعلنت نيتا بن كنعان النتائج الدقيقة.[بحاجة لمصدر غير أولي][بحاجة لمصدر غير أولي]
في 26 نوفمبر 2018، قال كحلون في البرنامج الصباحي «هعولام هبوكر» (العالم هذا الصباح) مع أفري جلعاد ‏ ومايا زيف وولف، إن الأشخاص ذوي الإعاقة لم يتلقوا مثل هذه الإضافة الكبيرة من قبل. وقال إنه من الواضح أن كافة منظمات الأشخاص ذوي الإعاقة وكبار السن راضية. هناك مجموعة صغيرة غير راضية. ولم يحدد كحلون الإضافة التي حصل عليها الأشخاص ذوو الإعاقة، لكنه قال: «لقد حصلوا على مبلغ كبير».[بحاجة لمصدر غير أولي]

## احتجاجات ضد التشريعات الحكومية

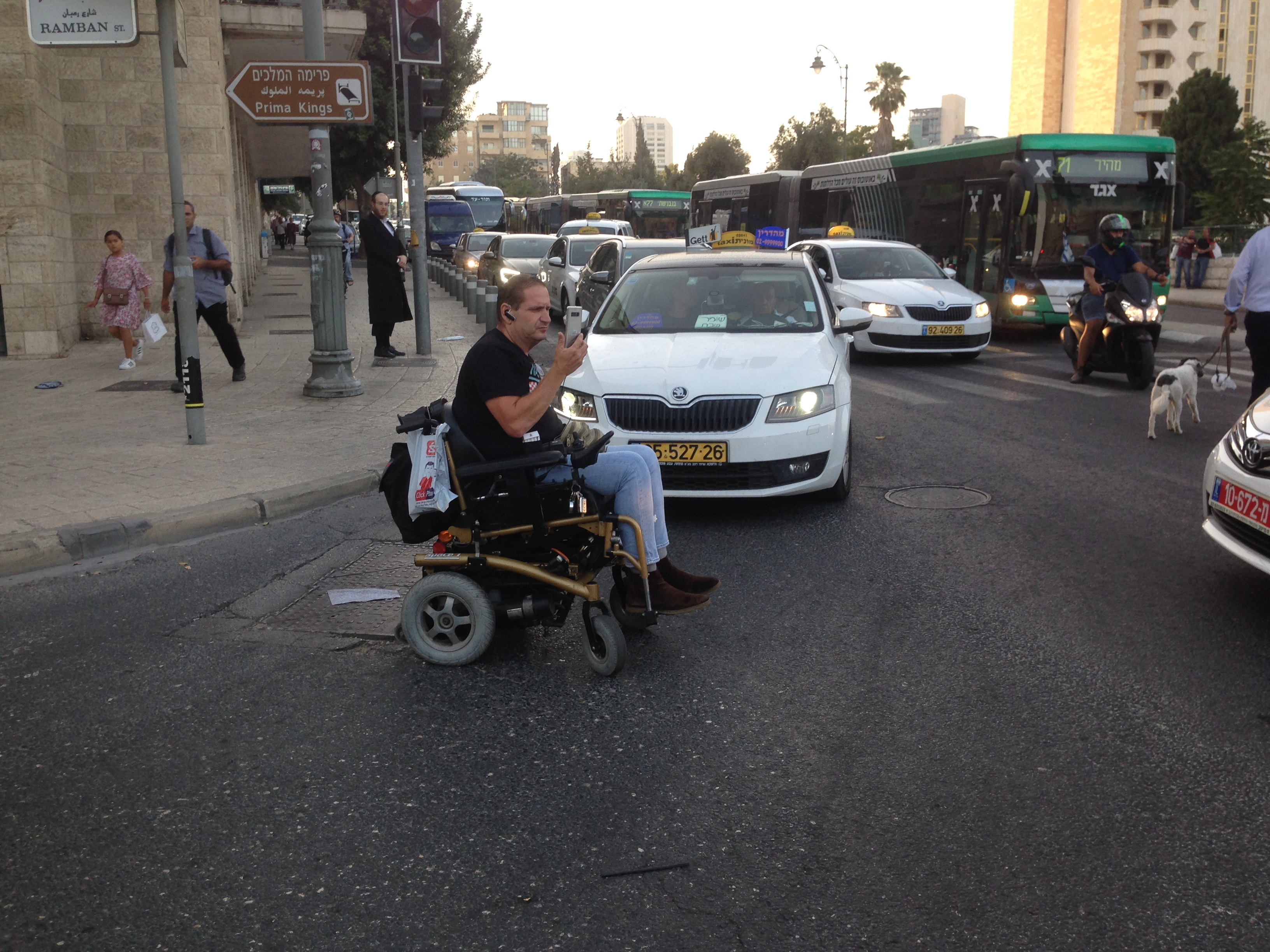
عوفر سوفر يقطع شارع باريس في القدس أثناء المظاهرة المطالبة بمساواة معاش الإعاقة بالحد الأدنى للأجور، على مقربة من منزل رئيس الوزراء الإسرائيلي، 28 يونيو/حزيران 2018.

في 8 يناير/كانون الثاني 2018، خاطبت رافيت بن باروخ، وهي قائدة من ذوي الإعاقة، سيمون في مقطع فيديو لها على فيسبوك، وقالت له:
«ماذا جئتَ لتخبرني؟ طالما استطعتَ استغلالي بضرائب باهظة لا مثيل لها في أي بلد متحضر في العالم، فإن الاتفاق بيننا كان ناجحًا للغاية. علاوة على ذلك، لم أحصل قط على حد أدنى للأجور، لذلك كنت أدفع ضرائب جيدة جدًا كل شهر، مفترضًا بسذاجة أنه من المقبول أن أقطع راتبي هكذا، لأنه كان يذهب إلى عائلات محتاجة، لكن هذا لم يحدث. ماذا عساي أن أقول لكم، كل واحد منكم؟ في هذه اللحظة ستتوقفون عن أن تكونوا بقرة حلوب، عليكم أن تتوقعوا ذلك. ستجردكم هذه الدولة من آخر كرامة لديكم، وستعاملكم كمتسولين على العتبات. منذ اللحظة التي لم يعد فيها قادرًا على مص دمي، أصبحتُ عبئًا. عبئًا على خزينة الدولة. ولذلك، فهو آسف لتخييب أملي، فأنا لا أستحق معاشًا تقاعديًا. أحصل على صدقة، وعليّ أن أشكرهم بلطف وأصمت. في سلسلة الهراء المقزز الذي تفوهت به، كنتَ محقًا في أمر واحد. لا توجد جامعة في... العالم الذي قد يُعلّمك معنى التعاطف الإنساني. لا يا سيدي. أنت مجرد قضية خاسرة. وهل تعلم؟ لستُ بحاجة لأن أتحمس لك أيضًا. من أنت أصلًا؟ أنت مجرد بيدق صغير بائس، دمية ضعيفة تُجرّها الخيوط. أنت أيضًا لستَ المخاطب.»[بحاجة لمصدر غير أولي]
في 15 أغسطس 2018، انضم بن باروخ إلى «تنوفا ليديمونا» (زخم ديمونا)، وهو حزب سياسي في ديمونا قاده إيلي ساجرون نحو الانتخابات البلدية في إسرائيل في 30 أكتوبر 2018.[بحاجة لمصدر غير أولي] في 3 أكتوبر 2018، انضم بن باروخ إلى «كولانو» في ديمونا، والتي كانت بقيادة ميخال المليم أبو،[بحاجة لمصدر غير أولي][بحاجة لمصدر غير أولي][بحاجة لمصدر غير أولي][بحاجة لمصدر غير أولي][بحاجة لمصدر غير أولي] وتفاعل معه عميخاي تامير.[بحاجة لمصدر غير أولي] عندما سأل أحد القراء، واسمه إيتان شارون، ما إذا كان كاهلون قد درس أيضًا إدارة الأعمال لدفن حقوق الأشخاص ذوي الإعاقة، أجاب بن باروخ أن أربع سنوات من حياتها ضاعت في الجامعة، لأنها استطاعت أن تتعلم بشكل أفضل خلال نصف عام من والدها، الذي كان يدير شركة.[بحاجة لمصدر غير أولي][بحاجة لمصدر غير أولي][بحاجة لمصدر غير أولي] في 30 أكتوبر 2018، حصل حزب كولانو على مقعد واحد في الانتخابات البلدية في ديمونا.[بحاجة لمصدر غير أولي]
في 22 يناير 2018، عادت «منظمة حقوق الإنسان الإسرائيلية للأشخاص ذوي الإعاقة» وقامت بإغلاق مداخل الصناعات الجوية الإسرائيلية، وميناء أشدود.[بحاجة لمصدر غير أولي] وأعلنت المنظمة عن فشل الحكومة في التوصل إلى الخطوط العريضة التي تم الاتفاق عليها في الهستدروت، وعودة المنظمة، بعد تنازلات مؤلمة وإدانات من قبل ذوي الإعاقة الآخرين، إلى مطلبها الأصلي: معاش إعاقة بحد أدنى من الأجر على مرحلة واحدة.
في 12 فبراير 2018، تمت الموافقة على قانون التأمين الوطني من قبل لجنة العمل والرعاية والصحة، وشارك الأشخاص ذوو الإعاقة أيضًا في اللجنة. لم تلبي المبالغ المحددة متطلبات الأشخاص ذوي الإعاقة، ولكن تم قبولها بشكل قانوني من قبل جلسة الكنيست الكاملة في ليلة 12–13 فبراير. ردًا على ذلك، تحصن الفهود ذوو الإعاقة في الكنيست مع أشخاص ذوي إعاقة آخرين، وبعد اتفاق مع مسؤول الكنيست، غادروا الكنيست طواعية.
في 17 مايو 2018، بدأت منظمة الفهود المعاقين مشروعًا جديدًا لتقديم الطعام للأشخاص ذوي الإعاقة. ونتيجة لذلك، نظم يوناتان تدمر مظاهرة في المجمع الحكومي في تل أبيب في 31 مايو 2018، مطالبًا بتحديد الحد الأدنى للأجور للأشخاص ذوي الإعاقة وكبار السن. قائد ليف تل أبيب مركز الشرطة، القائد شلومي ساغي، دفع يائيل نيتساف إلى طريق أيالون.[بحاجة لمصدر غير أولي]
في 4 يونيو 2018، اجتمع الفهود المعاقين مع يهودا دورون في مقر خدمات الصحة كلاليت ‏ في تل أبيب، بعد وفاة الفهود المعاقين رعنان كيركليس، الذي كان قد تظاهر ضد كلاليت، مطالبًا باسترداد كامل ثمن سيارة الإسعاف بعد غسيل الكلى، الذي كان يتلقاه أربع مرات في الأسبوع.[بحاجة لمصدر غير أولي] بعد الاجتماع، نزل الفهود المعاقون وسدوا تقاطع شارعي أرلوسوروف وابن جابيرول في تل أبيب.[بحاجة لمصدر غير أولي]
في يوم 28 يونيو 2018، كانت هناك أربع مظاهرات للأشخاص ذوي الإعاقة في نفس الوقت. وقد جرت المظاهرات في حيفا أمام منزل كحلون، بقيادة يوناتان تدمر؛ وفي تل أبيب على طريق أيالون، بقيادة إيال كوهين؛ وفي القدس بالقرب من منزل رئيس الوزراء، بقيادة عوفر سوفر، وفي بئر السبع في الساحة بالقرب من محكمة بئر السبع المركزية ‏، بقيادة رافيت بن باروخ.
ففي 16 يوليو/تموز 2018، ترأس تدمر اجتماعًا للأشخاص ذوي الإعاقة وكبار السن في ساحة ياكا بالقدس الساعة الثانية ظهرًا. أغلقوا بشكل رئيسي وسائل النقل العام التي تخدمها شركة إيجيد، وسمحوا لبعض الحافلات بالمرور من حين لآخر، وأغلقوا الساحة مرة أخرى، عندما نظمها بشكل رئيسي العربي ذو الإعاقة أبو شنب. وقد مر بعض السياح اليابانيين الذين زاروا الكنيست بالمظاهرة وسجلوها بالكامل. كما قام الأشخاص ذوو الإعاقة بإغلاق الساحة الوطنية بالقرب من المحكمة العليا، والقطار الخفيف[بحاجة لمصدر غير أولي] وحركة المرور عند جسر كوردز.[بحاجة لمصدر غير أولي] في الساعة 3:25 مساءً، دخلت رافيت بن باروخ مرتدية قميصًا أبيض، وهانا كيم، وهي مندوبة علاقات عامة وأم لطفلين مصابين بالتوحد، مرتدية فستانًا أسود، ويائيل نيتساف تحمل حقيبة ظهر، ويافا فريدمان، إلى الكنيست وأردن تقديم شهادة عار إلى وزير الاتصالات أيوب كارا وبقية أعضاء الكنيست البالغ عددهم 119 عضوًا، لكن رجل أمن استولى على الشهادات بالقوة،[بحاجة لمصدر غير أولي] ومنع أوراق اعتماد دخول السيدات الأربع وطردهن من الكنيست. قبل الترحيل، سألت هايدي موسى، ابنة إليعازر موسى، بن باروخ عن سبب عدم حضورها جلسة «كولانو» مع كحلون، التي عُقدت في مكان قريب، وادعت أن الشهادات كانت أوراقًا دعائية، وتمت مصادرتها بقرار من مسؤول الكنيست. في الوقت نفسه، وقفت مجموعة أخرى من نشطاء الليكود في مكان قريب مع ورقة تمدح الليكود، وسجلت نفسها بالفيديو، بينما نظر إليها الضابط المسؤول بلا مبالاة. أجاب بن باروخ موسى أن كحلون أعاد المعاقين إلى الطرق للقتال من أجل حياتهم. أخبرت موسى كيم أنها كانت في الكنيست لمدة عشر سنوات وحققت إنجازات مع نتنياهو. سألت كيم موسى لماذا لم تمنع تصويت نتنياهو ضد تصحيح قانون الأم البديلة، وأطلقت موسى على كيم لقب «عزيزتي»، مدعيةً أن كيم أطلقت السهام نحو الإنسان الخطأ.[بحاجة لمصدر غير أولي]
في 7 أغسطس 2018، قامت منظمة الفهود المعاقين مع إسرائيليين آخرين من ذوي الإعاقة بإغلاق مخارج مطار بن جوريون. وزعت الشرطة زجاجات المياه على المتظاهرين ذوي الإعاقة، الذين احتجوا من الساعة 4:00 مساءً حتى الساعة 8:20 مساءً، وتم تصويرهم وإجراء مقابلات معهم من قبل جميع القنوات التلفزيونية الإسرائيلية، أكثر من مرة. أعلن إيال كوهين عن مطالب الفهود في المظاهرة في مطار بن جوريون:
| « | 1. | من غير المعقول أن يكون هناك أشخاص في دولة إسرائيل مضطرون للاختيار بين الغذاء والدواء. |
|   | 2. | حددت الدولة بالقانون الحد الأدنى للأجور اللازمة لحياة كريمة بـ 5300 شيكل للشخص السليم. |
|   | 3. | من غير الممكن أن تطلب الدولة من شخص أن يعيش بمعاش بائس، بعد أن قررت الدولة أن هذا الشخص فقد القدرة على كسب الرزق، ويحتاج إلى علاج طبي ونفسي، أو من شخص وصل إلى سن الشيخوخة. نطالب الحكومة بتوفير الحد الأدنى من الضروريات للعيش بكرامة! |
|   | 4. | قبل أن تهدر الحكومة مليارات الشواكل الإسرائيلية الجديدة من الأموال العامة على مشاريع لا معنى لها مثل الغواصات، والرواتب الضخمة للمسؤولين المنتخبين، والتعيينات السياسية، نطالب بالحد الأدنى من أجل العيش بكرامة للسكان الضعفاء.         |
|   | 5. | قبل أن يمد وزير المالية يده ويأخذ الفائض من جباية التأمين الوطني بمبلغ مليارات الشواقل سنويا، نطالب بتوزيع عادل لمبلغ الحد الأدنى للأجور على السكان الضعفاء.                                                                            |
|   | 6. | نطالب بالحد الأدنى وهو 5300 شيكل للعيش بكرامة. |
|   |    | يوجه المسؤولون الحكوميون رسائل كاذبة ومضللة للجمهور بوصفهم الاتفاق المشين، الذي أُقرّ من جانب واحد، بأنه «اتفاق مهيب وتاريخي». هذا الاتفاق لا يعكس ولا يتضمن أي موافقة من جانب منظمات ذوي الإعاقة في الولاية.                             |
|   |    | لأن الحد الأدنى هو العيش بكرامة!»[بحاجة لمصدر غير أولي] |

في 15 أكتوبر 2018، تظاهر الفهود المعاقين أمام الكنيست، وتعرض أمنون بن عطاف للدفع على الأرض من قبل ضابط شرطة. في 20 نوفمبر 2018، قام الفهود ذوو الإعاقة بإغلاق معبر السكة الحديدية بالقرب من ياكوم، حتى تم إخلائهم من قبل الشرطة.[بحاجة لمصدر غير أولي] وبعد ذلك ألقى إيال كوهين كلمة قال فيها:
«في الآونة الأخيرة سألني الكثير من الناس، من ذوي الإعاقة وكذلك عامة الناس، عن الحواجز والدعم العام لنضال ذوي الإعاقة.
الآن أتوجه إليكم بسؤالٍ يدعوكم للتفكير. الدعم الذي نتلقاه، على ما يبدو، هو: «اجلسوا في منازلكم بهدوء، لا تزعجونا، سندعمكم».
لننظر إلى الوراء ستة عشر عامًا. ستة عشر عامًا من النضال، بينما كانت السنة والنصف الماضية أشد وطأة. ما هي الإشارة التي رأيناها؟ ما هي التصريحات التي رأيناها من الجمهور التي تدعمنا؟ سوى إعجاب على فيسبوك وصفارة إنذار على طريق المارة. لا للسائقين المحظورين. مع إعجابات فيسبوك، لن نذهب إلى البقالة ولن نشتري الأدوية. حتى مع صفارة إنذار مشجعة، لن نتمكن من إحضار الطعام إلى المنزل.
السؤال هو ما الذي نبحث عنه. هل نريد حقًا تحقيق نتائج، أم نكتفي بالجلوس في منازلنا بهدوء ونحظى بالتقدير؟ سيحبوننا كفقراء نتسوّل الخبز، أو سيكرهوننا، وسنتمكن من الذهاب إلى البقالة والعيش بكرامة.
أيقظت الانتخابات القادمة بعض أعضاء منظمات ذوي الإعاقة الراغبين في الترشح للكنيست. طريقتهم هي الدوس على الجثث، ويخرجون ضد الفهود الحمر، ضد كل من يتصرف، لأن دافعهم الرئيسي هو الرأي العام.
فليفكر كلٌّ منا الآن، ما الذي يُفضّله: أن يُحبّه الجمهور مع بقائه فقيرًا، أم أن يكرهه الجمهور مع قدرته على الذهاب إلى البقالة وشراء الدواء والعيش بكرامة؟
إذا أخبرني معظم ذوي الإعاقة أنهم يفضلون أن يكونوا محبوبين عندما يجلسون في منازلهم بهدوء وصمت، فسأقبل ذلك. سأوقف النضال، متبعًا الأغلبية. إذا أخبرني معظم ذوي الإعاقة أن علينا مواصلة النضال وأننا لا نهتم بما يفكرون به، لأننا نهتم بالمعاقين وكبار السن، لا بما يفكر به الأصحاء، فسنواصل تكثيف النضال.
بالأمس، في السكك الحديدية، كان الأمر بمثابة خطوة للأمام. وحتى يومنا هذا، لم نُطرد قسرًا. من الآن فصاعدًا، ستتكرر هذه الصور مرارًا وتكرارًا. الأمر متروك لكم. أتمنى لكم جميعًا يومًا رائعًا.[بحاجة لمصدر غير أولي] قيلت كلمات مماثلة في البرنامج التلفزيوني «حديث اليوم» مع لوسي أهاريش في 21 نوفمبر 2018، وقالت أهاريش رأيها ضد المشرعين.[بحاجة لمصدر غير أولي] في 26 نوفمبر 2018، ألقى كوهين خطابًا إضافيًا، وتحدث عن التضليل الذي مارسته الحكومة.
وحدد التشريع أنه في نهاية عام 2019، سيقبل الأشخاص ذوو الإعاقة مبلغ 3700 شيكل على الأقل. وبسبب الانتخابات التشريعية الإسرائيلية التي جرت في أبريل/نيسان 2019، والانتخابات التشريعية الإسرائيلية التي جرت في سبتمبر/أيلول 2019، لم تتمكن الحكومة المؤقتة من الموافقة على مثل هذه الميزانية الإضافية، التي تصل قيمتها إلى مليارات الشواقل. ونتيجة لذلك، بدأ الأشخاص ذوو الإعاقة مظاهرة في تل أبيب في 31 أكتوبر 2019.

## وصلات خارجية
- Annual Report of the National Insurance Institute in 2016, Chapter 3: General Disability Pension (Hebrew)
- Statistical data of the National Insurance Institute in 2017 in one table, Statistical Monthly Bulletin No. 8 (Hebrew)
- The complete Zelekha Report, original document – signed, 20 pages, 30 April 2017 (Hebrew)
- A night interview with Iris Haya Zigdon in the tent in Jerusalem, on Avi Shikva's Facebook page, 25 October 2017, Length 30:48 minutes (Hebrew)
- Sarah Levi, The disabled protests hit the Prime Minister's the office, The Jerusalem Post, 29 October 2017 (English)
- Sefi Krupsky, Linoy Bar Geffen on life with a long-term care partner: "You need to be a millionaire to make payments", Calcalist website, 20 November 2017 (Hebrew)
- The system with Miki Haimovich, Season 5 Episode 3: "the Disabled Panthers", 2 January 2018, Length 51:59 minutes (Hebrew)
- 200 billion ILS of National Insurance Institute money, which you paid for your entire life, was transferred to the state coffers on the Facebook page of Mickey Rosenthal, 23 January 2018, Length 1:02 minutes (Hebrew)